# Decennatherium
Decennatherium — род вымерших млекопитающих из семейства жирафовых. Жил во времена миоцена (11,608—8,7 млн лет назад) на территории современной Испании. Имели на голове по четыре оссикона.

## Классификация и палеоареал
По данным сайта Paleobiology Database, на ноябрь 2021 года в род включают 2 вымерших вида:
- Decennatherium pachecoi Crusafont, 1952typus
- Decennatherium rex Rios et al., 2017

Ископаемые остатки D. pachecoi найдены в провинции Сеговия, а D. rex — в провинции Мадрид.